# Periodisme lent
El periodisme lent és un subtipus de periodisme que neix de la frustració per la qualitat del periodisme de la premsa convencional. Com a continuació del moviment "lent" més gran, el periodisme lent comparteix els mateixos valors que altres subconjunts per tal de produir un producte bo, net i just. Els mitjans de periodisme lent han sorgit a tot el món com antídots contra els mitjans de comunicació convencionals que estan “plens de gom a gom amb notes de premsa reimpreses, tonteries publicitàries i “churnalisme”. En canvi, el periodisme lent tendeix a centrar-se en reportatges llargs i investigacions en profunditat.
El 2011, el professor Peter Laufer va escriure Slow News: A Manifesto for the Critical News Consumer, publicat per Oregon State University Press .
L'agost de 2018, Jennifer Rauch, educadora i investigadora centrada en els mitjans alternatius, l'activisme mediàtic i la cultura popular, va escriure el llibre Slow Media: Why Slow is Satisfying, Sustainable & Smart, publicat per Oxford University Press.
Al març del 2019, Daniele Nalbone (periodista italià) i Alberto Puliafito (periodista, escriptor i director italià, editor en cap del diari digital italià Slow News), van escriure el llibre Slow Journalism - Chi ha ucciso il giornalismo?, publicat per Fandango Libri.

## Exemples
- 24h01, Bèlgica
- De Correspondent, Països Baixos
- Retardat Gratification, Regne Unit
- ProPublica, EUA
- Slow News, Itàlia
- Zetland, Dinamarca
- Revista 5W, Espanya